# Aruncus dioicus
Barbe-de-bouc, Reine-des-bois
Espèce
Aruncus dioicus, la barbe-de-bouc ou reine-des-bois, est une espèce de plantes à fleurs de la famille des Rosaceae. C'est grande plante vivace à rhizome pouvant atteindre un mètre de haut. Elle est aussi parfois appelée barbe-de-chèvre et plus rarement aronce dioïque.

## Description

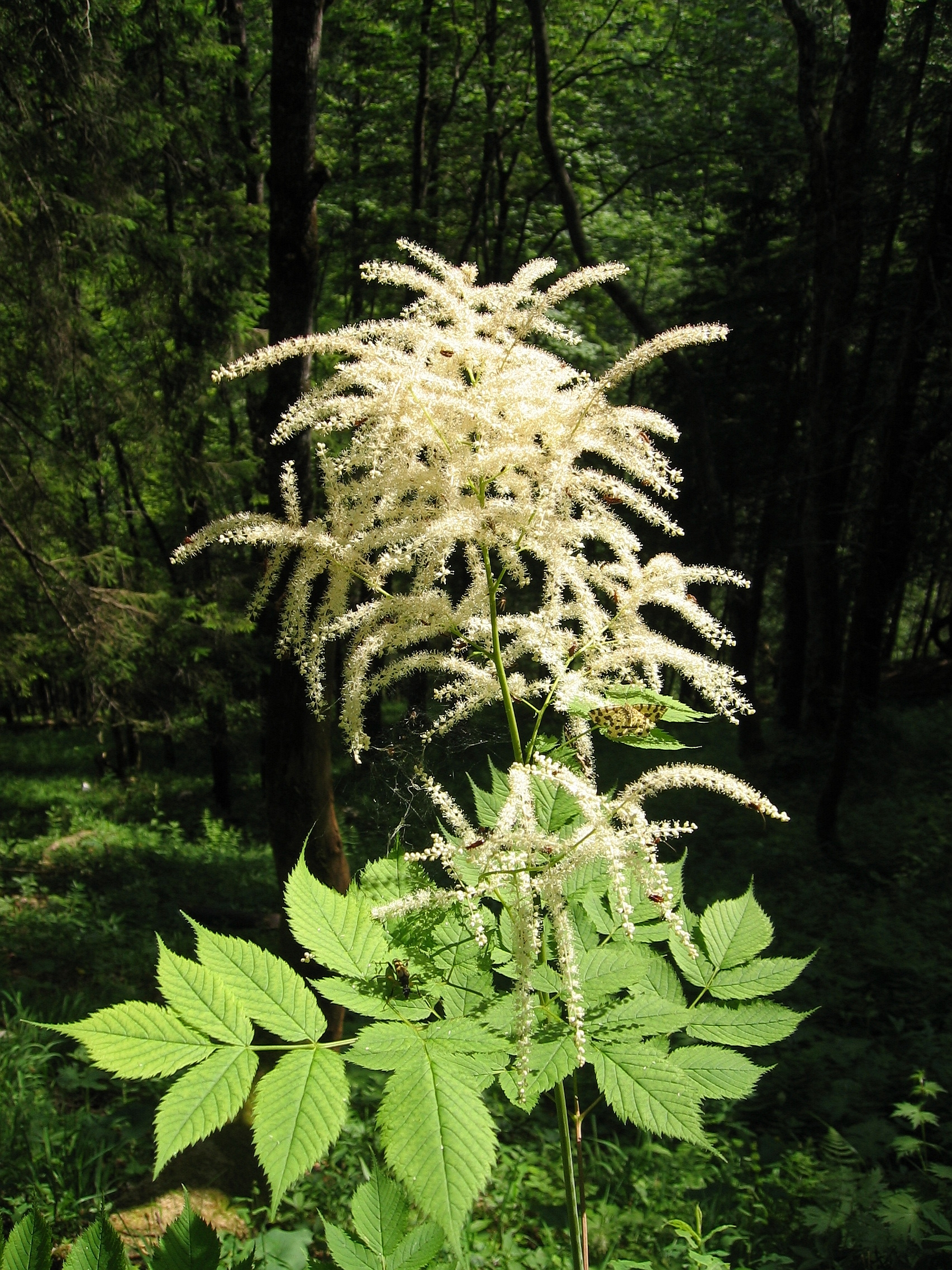
Inflorescence d’Aruncus dioicus.
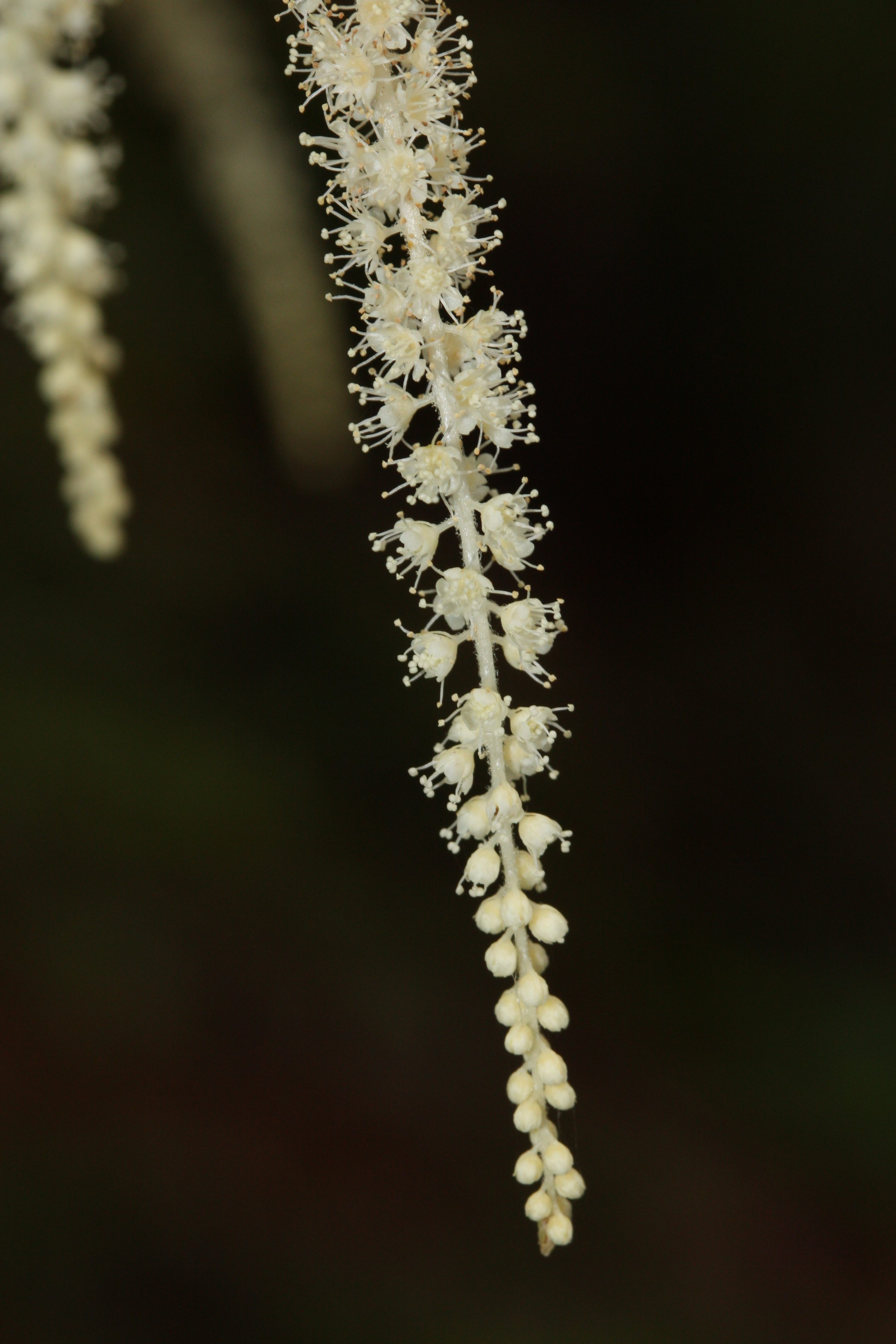
Détail d'une hampe florale d’Aruncus dioicus.
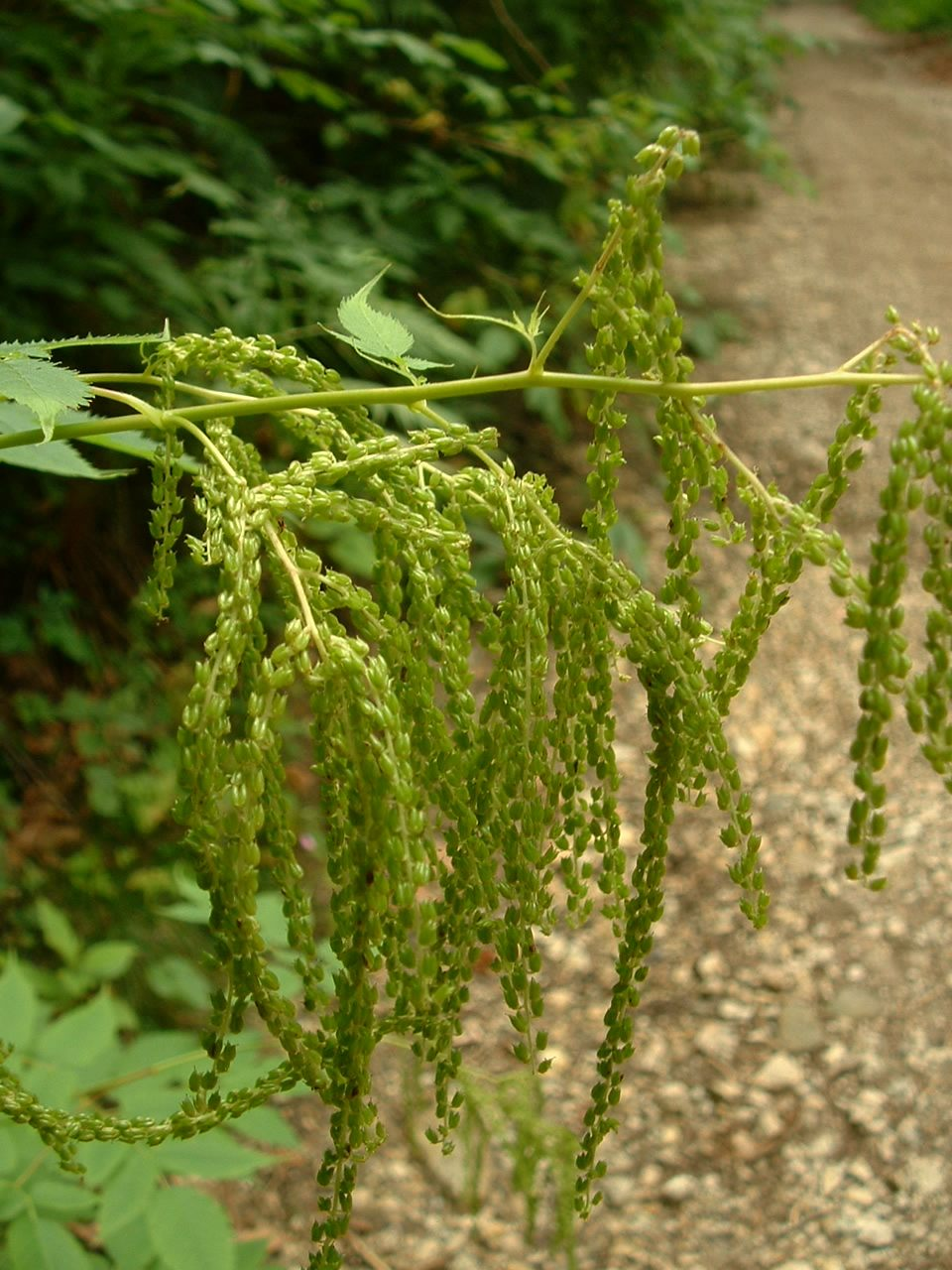
Fruits sur pied femelle.

Les petites fleurs en grandes panicules sont blanc pur pour les fleurs femelles et ivoire pour les fleurs mâles. Les fleurs mâles et femelles sont portées par des plantes différentes, la pollinisation se fait par les insectes. Les tiges portant les feuilles sont très grandes (elles peuvent atteindre un mètre de long[réf. nécessaire]), elles sont longuement pétiolées, finement dentées.

## Répartition et habitat
Elle vit dans les forêts de montagnes jusqu'à 1 700 m d'altitude[réf. nécessaire], des lisières humides ou des zones marécageuses ombragées sur sol décalcifié.
On la trouve très couramment en Autriche, dans les forêts de l'Est de la France (Alpes, Vosges, Jura), et dans les Pyrénées ; en revanche, elle est rare dans le Massif central.

## Liste des variétés
Selon Catalogue of Life (9 juin 2014) :
- variété Aruncus dioicus var. acuminatus ;
- variété Aruncus dioicus var. astilboides ;
- variété Aruncus dioicus var. insularis ;
- variété Aruncus dioicus var. kamtschaticus ;
- variété Aruncus dioicus var. pubescens.

Selon The Plant List (9 juin 2014) :
- variété Aruncus dioicus var. acuminatus (Douglas ex Hook.) H.Hara ;
- variété Aruncus dioicus var. aethusifolius (H.L‚v.) H.Hara ;
- variété Aruncus dioicus var. astilboides (Maxim.) H.Hara ;
- variété Aruncus dioicus var. camschaticus (Maxim.) H.Hara ;
- variété Aruncus dioicus var. pubescens (Rydb.) Fernald ;
- variété Aruncus dioicus var. vulgaris (Maxim.) H.Hara.

Selon Tropicos (9 juin 2014) (attention liste brute, pouvant contenir des synonymes) :
- variété Aruncus dioicus var. acuminatus (Rydb.) H. Hara ;
- variété Aruncus dioicus var. dioicus ;
- variété Aruncus dioicus var. kamtschaticus (Maxim.) H. Hara ;
- variété Aruncus dioicus var. pubescens (Rydb.) Fernald ;
- variété Aruncus dioicus var. rotundifoliolatus H. Hara ;
- variété Aruncus dioicus var. tenuifolius (Nakai ex H. Hara) H. Hara ;
- variété Aruncus dioicus var. triternatus (Wall. ex Maxim.) H. Hara ;
- variété Aruncus dioicus var. vulgaris (Maxim.) H. Hara.